# Sharmba Mitchell
Sharmba David Mitchell (* 27. August 1970 in Takoma Park, Maryland) ist ein ehemaliger US-amerikanischer Profiboxer und ehemaliger Weltmeister der WBA im Halbweltergewicht.

## Boxkarriere
Sharmba Mitchell ist der Sohn eines Postangestellten und wurde von diesem im Alter von acht Jahren zum Boxen gebracht, wo er im Round One Gym in Hyattsville trainierte. Er bestritt während seiner Amateurkarriere zwischen 160 und 164 Kämpfen, von denen er nur sieben verlor. 1988 erreichte er den zweiten Platz im Federgewicht bei den National Golden Gloves in Omaha.
Noch im Jahr 1988 wechselte er zu den Profis und blieb in seinen ersten 31 Kämpfen ungeschlagen. Er besiegte dabei eine Reihe von Aufbaugegnern, aber auch bekannte Ex-Weltmeister wie Rafael Limón und Rocky Lockridge. Den ungeschlagenen Chad Broussard (35-0, 28 K. o.) besiegte er im November 1993 durch K. o. in der ersten Runde und wurde dadurch Nordamerikanischer Meister der NABF im Leichtgewicht.
1994 verlor er jeweils vorzeitig gegen Leavander Johnson und Stevie Johnston, konnte sich jedoch anschließend gegen elf weitere Gegner durchsetzen; sein bedeutendster Sieg war dabei ein K.-o.-Sieg in der ersten Runde gegen den späteren Weltmeister Terron Millett. Daraufhin boxte er am 10. Oktober 1998 in Frankreich gegen den gebürtigen Marokkaner Khalid Rahilou um die WBA-Weltmeisterschaft im Halbweltergewicht. Dabei hatte Mitchell seinen Gegner in den Runden 2, 3 und 7 gleich viermal am Boden und gewann nach zwölf Runden einstimmig nach Punkten. 1999 verteidigte er den WM-Titel jeweils durch Punktesieg gegen Pedro Saiz aus der Dominikanischen Republik, Reggie Green aus den USA und Elio Ortiz aus Venezuela. Im Jahr 2000 bestritt er nur eine einzige Titelverteidigung, als er im September den Puerto-Ricaner Felix Flores nach Punkten schlug.
Am 3. Februar 2001 boxte er in Las Vegas in einer Titel-Vereinigung gegen WBC-Weltmeister Kostya Tszyu, musste den Kampf jedoch nach der siebenten Runde aufgrund einer Knieverletzung aufgeben. Seine nächsten fünf Kämpfe gewann er wieder, darunter nach Punkten gegen Ex-Weltmeister Vince Phillips. Am 7. Februar 2004 wurde er in Atlantic City neuer Interimweltmeister der IBF im Halbweltergewicht, nachdem er Lovemore N’dou einstimmig nach Punkten bezwungen hatte. Knapp zwei Monate später verteidigte er den Titel nach Punkten gegen Michael Stewart (35-1). Beim Kampf um die reguläre IBF-Weltmeisterschaft am 6. November 2004 in Arizona, unterlag er diesmal Kostya Tszyu nach vier Niederschlägen durch t.K.o. in der dritten Runde. Im November 2005 verlor er zudem durch t.K.o. in der sechsten Runde gegen Floyd Mayweather Jr.
Nach einem Punktesieg gegen Jose Luis Cruz (33-1) im Mai 2006, verlor er im August 2006 durch K. o. in der vierten Runde gegen Paul Williams. Dies war sein zugleich letzter Boxkampf.